# مزيد السبيعي
مزيد بن سعود القريشي السبيعي مُذيع عمل في وزارة الثقافة والإعلام السعودية لمدة 27 عام وتقاعد تقاعد مبكر بناء على طلبة. كان يبث برنامج كل يوم خميس على القناة الأولى السعودية، تغيرت اتجاهاته التلفزيونية عدة مرات فمنذ ظهورة للمرة الأولى عام 1985 هـ كان ظهوره تحت مسمى الرياضة والشباب، ثم تغير إلى عالم الرياضة ثم إلى آخر مسمياته وهي الفترة الرياضية منذ عام 1414 هـ. تقاعد من الإعلام وعمله كمذيع تلفزيوني عام 1430 هـ.